# Livingston County, Missouri
Livingston County är ett administrativt område i delstaten Missouri, USA. År 2010 hade countyt 15 195 invånare. Den administrativa huvudorten (county seat) är Chillicothe.

## Geografi
Enligt United States Census Bureau har countyt en total area på 1 395 km². 1 384 km² av den arean är land och 10 km² är vatten.

### Angränsande countyn
- Grundy County - nord
- Linn County - öst
- Chariton County - sydost
- Carroll County - syd
- Caldwell County - sydväst
- Daviess County - nordväst

### Orter
- Chillicothe (huvudort)
- Chula
- Wheeling